# Jonas Kilthau
Jonas Kilthau est un rameur allemand, né le 23 avril 1991.

## Palmarès

### Championnats du monde
- 2014, à Amsterdam  Pays-Bas
  -   Médaille d'or en Huit poids légers

### Championnats d'Europe
- 2015, à Poznań  Pologne
  -   Médaille de bronze en deux de pointe poids légers